# شركة خدمة تصنيف العملات المعدنية الاحترافية
خدمة تصنيف العملات الاحترافية (PCGS) هي خدمة تصنيف العملات والمصادقة والإسناد والتغليف الأمريكية التي تأسست في عام 1985. كان هدف مؤسسيها السبعة بما في ذلك رئيس الشركة السابق ديفيد هول هو توحيد التصنيف. لدى الشركة أقسام في أوروبا وآسيا وهي مملوكة للشركة الأم كولكتر يونيفرس. قامت شركة بيه سي جي أس بتصنيف أكثر من 42.5 مليون عملة وميدالية ورمز بقيمة تزيد عن 36 مليار دولار.

## التاريخ
تأسست شركة بيه سي جي أس في عام 1985 على يد مجموعة من سبعة تجار من بينهم ديفيد هول الرئيس السابق للشركة بهدف إنشاء معايير تصنيف موثوقة مع التزام ثابت بضمان دقة التصنيف من خلال الضمانات. بدأت شركة بيه سي جي أس عملياتها في 3 فبراير 1986. كما بدأت الشركة منذ ذلك الحين في تصنيف العملات الأجنبية وأنشأت أقسامًا في أوروبا وآسيا واشتراها كولكترز يونيفرس.

## الخدمات
تقدم شركة بيه سي جي أس شهادة لمجموعة واسعة من العملات الأمريكية والأجنبية. تتضمن هذه العملية تصنيف هذه العملات المعدنية وتوثيقها وإسنادها وتغليفها في حاملات بلاستيكية شفافة محكمة الغلق. بالإضافة إلى هذه الخدمات تقدم شركة بيه سي جي أس برامج تصنيف متخصصة وتسميات مثل "فيرست سترايك الضربة الأولى" والتصوير الفوتوغرافي عالي الجودة بناء على العرض الحقيقي وخدمات الحفاظ وخيارات الشهادة المتعددة المستويات بناءً على قيم العملات المعدنية وأوقات التنفيذ. ولن تحصل العملات المعدنية التي نظفت أو عولجت أو أتلفت بطريقة غير صحيحة أو أظهرت أي عيوب أخرى على درجة رقمية من بيه سي جي أس. ومع ذلك بناءً على الطلب لا يزال من الممكن التحقق من صحتها وتعيين درجات "التفاصيل" الشفهية لها.

## حاملي العملات المعدنية

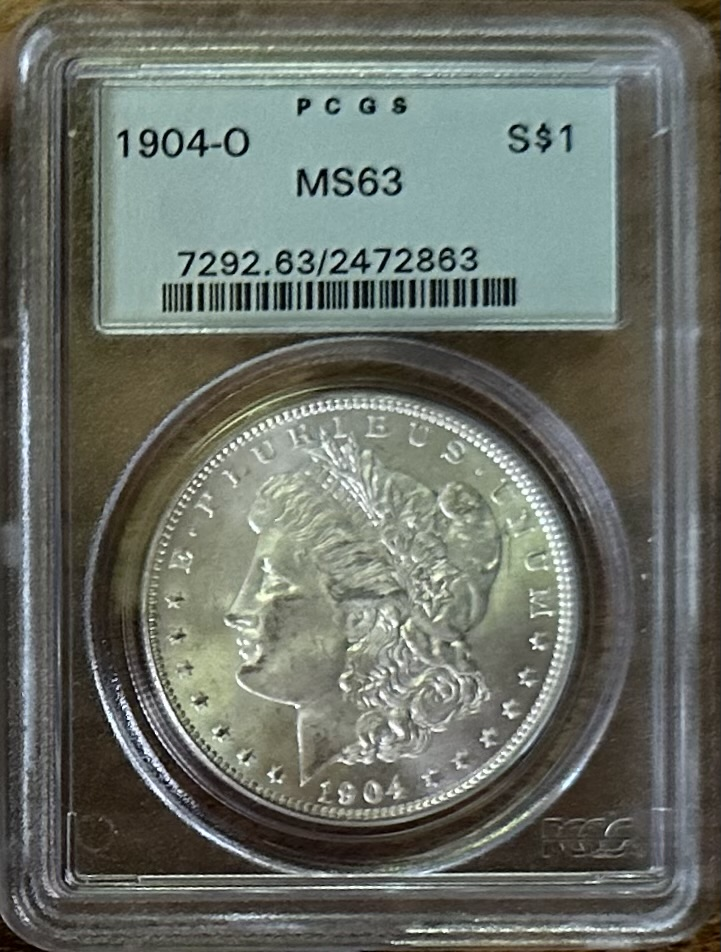
حصلت بيه سي جي أس على شهادة 1904-أو أم أس 63 في لوح عملة معدنية

حامل بيه سي جي أس أو لوح العملة المعدنية المصنوع من البلاستيك الشفاف الخامل والذي يمكن تكديسه. تتضمن إجراءات مكافحة التزوير صورة ثلاثية الأبعاد على الظهر وعلامات داخل الحامل وشريحة اتصال المجال القريب (أن أف سي) مدمجة في بعض الحوامل. طبعوا نوع العملة المعدنية والفئة والدرجة والإسناد والنسب (إن وجد) والرقم التسلسلي ورمز المنتج العالمي (يو بيه سي) وغيرها من المعلومات ذات الصلة على الجزء الأمامي من الورقة الزرقاء. حاملو العملات المعدنية بيه سي جي أس من الجيل الأول أصغر حجمًا ويفتقرون إلى الحواف المرتفعة القابلة للتكديس الموجودة في الإصدارات اللاحقة. طبع ملحقهم على ورق أبيض عادي. وفي بعض هذه الحوامل المبكرة تكون العملة فضفاضة بدرجة كافية لإصدار ضوضاء عند التعامل مع الحامل ومن هنا جاء لقب "الخشخشة".
في وقت ما سمي بيه سي جي أس باسم خدمة التصنيف الرسمية لنقابة العملات المهنية، خلال ذلك الوقت ضُمن شعار بيه أن جي على الحامل. واستبدل هذا التصميم بتصميم مختلف عندما قامت بيه أن جي بتحويل انتمائها إلى أن جي سي.

## تقرير الكثافة
تحتفظ شركة بيه سي جي أس بسجل شامل يُعرف باسم التعداد لجميع العملات المعدنية التي قامت بتصنيفها منذ إنشائها. ويوفر هذا التعداد تفاصيل حول الدرجات والأصناف والتسميات المحددة المخصصة لكل إصدار من العملات المعدنية. فعلى سبيل المثال يُضمّن تسميات مثل "بروفلايك" لدولارات مورجان أو "فول باندز" لعملات العشرة سنتات من ميركوري. وهذا التقرير متاح مجانًا ويحدثوه يوميًا على موقعه الإلكتروني. في حين كانت هذه المعلومات متاحة في نسخة مطبوعة تصدر شهريًا فقد أوقفت هذه النسخة المطبوعة.
نتيجة لتحليل التقارير السكانية المقدمة من كل من بيه سي جي أس وأن جي سي سُهل تقدير ندرة العملات المعدنية. ونتيجة لفحص قواعد البيانات على مر الزمن تبين أن بعض العملات التي كان يُعتقد في السابق أنها نادرة أصبحت شائعة بشكل مدهش، في حين أن عملات أخرى كان يُفترض أنها شائعة كشفت عن أنها أكثر ندرة مما كان يُعتقد في البداية.
يتابع المتخصصون في علم العملات هذه التقارير السكانية عن كثب لأنهم يدركون أن الأرقام المبلغ عنها قد تتأثر بممارسات مثل تقديم نفس العملات المعدنية بصفة متكررة. كما يتضمن ذلك إزالة العملات المعدنية من حامليها وإعادة تقديمها على أمل الحصول على درجة أعلى. ومن ثم قد تضخم أرقام السكان بأسلوب مصطنع. وعلى العكس من ذلك قد تكون هناك حالات تظهر فيها أرقام التعداد أقل من المتوقع بسبب التردد في تقديم عملات معدنية أقل قيمة للتصنيف وخاصة عندما تتجاوز تكلفة الخدمة قيمة العملة المعدنية.

## حقائق عملة بيه سي جي أس
تدير بيه سي جي أس موقع كوين فاكتس وهو "المصدر الوحيد للمعلومات حول العملات الأمريكية". إذ ينشر الموقع المجاني معلومات عن جميع إصدارات العملات الأمريكية الفيدرالية ومعظم الإصدارات غير الفيدرالية بما في ذلك إحصاءات ندرتها وقيم دليل أسعار بيه سي جي أس وبيانات كثافة التعداد وعروض المزادات العلنية وأنواع القوالب والصور.

## دليل الأسعار
يقدم موقع بيه سي جي أس مجموعة مجانية عبر الإنترنت يمكن الوصول إليها جزئيًا لقيم العملات الأمريكية والأجنبية. وتنطبق هذه القيم حصريًا على العملات المعدنية التي حصلت على شهادة بيه سي جي أس. يقومون بالحصول على بيانات هذه القيم من قنوات مختلفة بما في ذلك إعلانات التجار وقوائم الأسعار وأسعار المزادات المحققة والمعاملات التي تحدث في أثناء المعارض التجارية.

## سجل مجموعة بيه سي جي أس
في عام 2001 قدمت شركة بيه سي جي أس برنامج ست ريجيستري تعيين التسجيل الخاص بها والذي يمكن الوصول إليه دون أي تكلفة. تتميز هذه المبادرة بلوحة متصدرين عبر الإنترنت حيث يمكن لهواة الجمع المشاركة في منافسة ودية عبر العديد من المجموعات المحتملة والتي تتكون جميعها من عملات معدنية مصنفة من قبل بيه سي جي أس. حيث يستضيف برنامج سجل المجموعات حاليًا أكثر من 113000 مجموعة. تعطى كل عملة معدنية في المجموعة قيمة تحسب بناءً على ندرتها النسبية. أيضًا تقوم المنافس الرئيسي لشركة بيه سي جي أس شركة ضمان العملات أن جي سي بصيانة نسخة من السجل.

## استطلاع رأي التجار
كشف مسح شامل لتجار العملات الرئيسيين أجري بالتعاون مع نقابة علماء العملات المحترفين (بيه أن جي) ومجلس الصناعة للأصول الملموسة (آي سي تي إيه) أن شركة بيه سي جي أس حصلت على أعلى تصنيف "متفوق" بين التجار وهو أعلى تصنيف يُمنح لأي خدمة. ومن بين خدمات التصنيف العشرة الأخرى التي خضعت للتدقيق في المسح حصلت شركة ضمان العملات (أن جي سي) فقط على تصنيف "متفوق". ودعي المشاركين في الاستطلاع -والذين يتكونون من تجار العملات- لتقديم تقييماتهم المهنية لـ 11 خدمة تصنيف. واستندت تقييماتهم على 12 معيار مختلف ولكل منها وزن محدد. ثم أخذت عوامل مثل دقة التصنيف والمصادقة بعين الاعتبار. كما طُلب من المشاركين تصنيف كل فئة على مقياس مكون من 10 نقاط بدءًا من أدنى تصنيف وهو "غير مقبول" إلى أعلى تصنيف وهو "متميز".

## الخلافات
في عام 1990 رفعت لجنة التجارة الفيدرالية دعوى مدنية ضد شركة بيه سي جي أس مؤكدة أن الشركة قدمت ادعاءات مبالغ فيها في إعلاناتها. وتوصلوا إلى حل عن طريق تسوية لم تعترف فيها شركة بيه سي جي أس رسميًا بأي مخالفات. مع ذلك وكجزء من شروط التسوية وافقت شركة بيه سي جي أس على فترة مدتها خمس سنوات تكون خلالها إعلاناتها خاضعة للمراجعة كما وافقت أيضًا على دمج إخلاء المسؤولية في إعلاناتها.

## روابط خارجية
- خدمة تصنيف العملات المعدنية الاحترافية
- حقائق عن عملة PCGS
- عالم العملات